# Coccophagus anthracinus
Coccophagus anthracinus är en stekelart som beskrevs av Compere 1925. Coccophagus anthracinus ingår i släktet Coccophagus och familjen växtlussteklar. Inga underarter finns listade i Catalogue of Life.